# Hakea tuberculata
Hakea tuberculata (лат.) — кустарник, вид рода Хакея (Hakea) семейства Протейные (Proteaceae). Эндемик нескольких изолированных районов вдоль побережья округов Пил, Юго-Западный, Большой Южный и Голдфилдс-Эсперанс в Западной Австралии. Цветёт с марта по апрель.

## Ботаническое описание
Hakea tuberculata — прямой тонкий и столбчатый кустарник, обычно растущий до 2,5 м в высоту с восходящими ветвями. Ветви густо покрыты грубыми, жёсткими, ржавыми или белыми волосками. Жёсткие листья имеют узкую яйцевидную или эллиптическую форму, 1–2 см в длину и 2–6 мм в ширину с 3-8 долями или зубцами по направлению к вершине. Листья умеренно или слабо покрыты сплюснутыми, густыми, шелковистыми, ржаво-окрашенными волосками, которые быстро становятся гладкими и заканчиваются очень острыми кончиками длиной 1–2 мм. Соцветие состоит из 18-26 крупных белых сильно пахнущих цветков в пазухах листьев вдоль стебля длиной 2–4 мм. Перекрывающиеся прицветники покрыты длинными мягкими белыми волосками. Цветоножки имеют длину 3–5,5 мм, пестик длиной 5–5,5 мм и белый околоцветник длиной 2,8–3,5 мм. Маленькие яйцевидные плоды имеют ширину 1,7–1,8 см и имеют на поверхности крупные грубые бугорки размером 0,8–0,9 см или гладкие, оканчивающиеся двумя отчётливыми рогами на вершине около 3 мм длиной. Цветение происходит в основном с марта по апрель.

## Таксономия
Вид Hakea tuberculata был описан шотландским ботаником Робертом Брауном в 1830 году, а описание было опубликовано в Supplementum primum prodromi florae Novae Hollandiae. Видовой эпитет — от латинского слова tuberculum («небольшая припухлость»), относящийся к бугоркам на поверхности плода.

## Распространение и местообитание
H. tuberculata встречается от южного побережья у Аугуста, реки Маргарет и Албани. Встречается в низменных районах вдоль ручьёв и дренажных линий на песке, суглинках и латеритовом гравии. В основном встречается во влажных зимой местах возле железняка.

## Охранный статус
Вид Hakea tuberculata классифицируется как «не угрожаемый» Департаментом парков и дикой природы правительства Западной Австралии.